# Persea chunii
Persea chunii là loài thực vật có hoa trong họ Nguyệt quế. Loài này được (H.T. Chang ex S.C. Lee) Kosterm. miêu tả khoa học đầu tiên năm 1990.